# Mikhaïl Poretchenkov
Mikhaïl Evguenevitch Poretchenkov (en russe : Михаи́л Евге́ньевич Поре́ченков), né le 2 mars 1969 à Léningrad, est un acteur, réalisateur et animateur de télévision russe. Il s'est fait connaitre avec le rôle d'agent du FSB Alekseï Nikolaïev dans la série télévisée Agent de sécurité nationale qu'il a interprété de 1999 à 2004. Le 1er août 2006, il est nommé artiste émérite de la fédération de Russie.

## Biographie
Mikhaïl Poretchenkov est lauréat du prix théâtral le Masque d'or en 1996, pour le spectacle En attendant Godot, mis en scène par Youri Boutoussov au Théâtre Lensoviet, où il incarne Pozzo.

## Filmographie partielle
- 2001 : La Suite mécanique (Механическая сюита) de Dmitri Meskhiev : Mitiaguine
- 2004 : La Chute de l'Empire (Гибель империи), série télévisée de Vladimir Khotinenko
- 2005 : Le 9e escadron (9 рота) de Fiodor Bondartchouk : Praporchtchik Dygualo
- 2007 : 1612 (1612) de Vladimir Khotinenko : Prince Dmitri Pojarski
- 2012 : Les Mamans (Мамы) de huit réalisateurs : Le boxeur
- 2014 : Poddoubny (ru) (Поддубный) de Gleb Orlov : Ivan Piddubnyy